# Siegfried Weishaupt
Siegfried Weishaupt (* 1939) ist ein baden-württembergischer Unternehmer, Kunstsammler und Mäzen.

## Unternehmer
Das von ihm seit 1982 als geschäftsführender Gesellschafter geleitete Unternehmen Max-Weishaupt GmbH mit Hauptsitz in Schwendi in Oberschwaben ist ein mittelständisches Familienunternehmen, benannt nach Max Weishaupt, dem Firmengründer und Vater von Siegfried Weishaupt, das zu den Weltmarktführern in der Feuerungstechnik gehört.
In den Jahren 1989 bis 1992 wurde auf dem Werksgelände der Fa. Weishaupt das „Weishaupt-Forum“ gebaut, ein preisgekröntes Gebäude des New Yorker Stararchitekten Richard Meier. Es dient als zentrales Schulungs-, Ausstellungs- und Sozialgebäude des Unternehmens.

## Kunstsammler und Mäzen

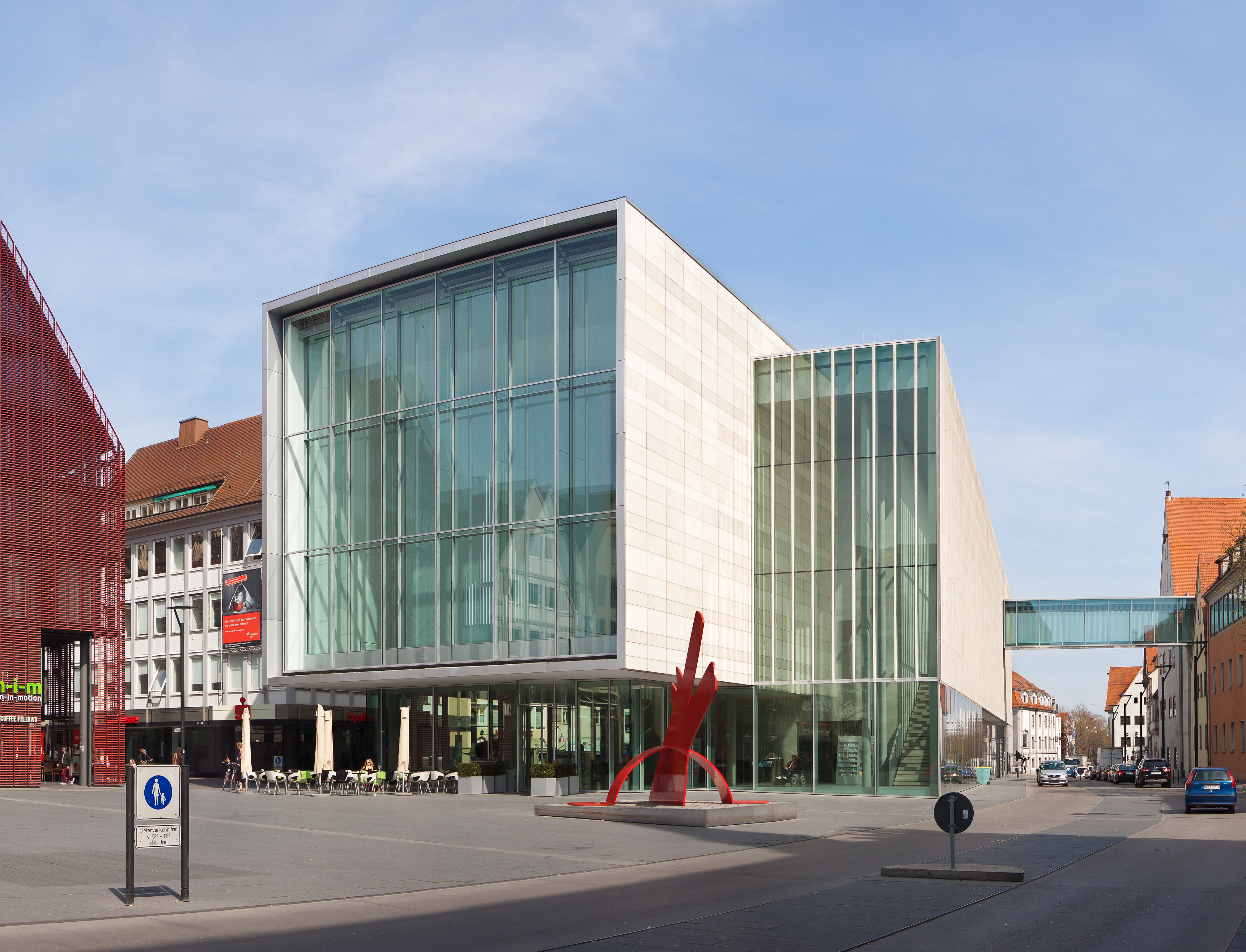
Die Kunsthalle Weishaupt in Ulms „Neuer Mitte“, mit einem verglasten Steg zum Ulmer Museum (rechts im Bild). Das rote Gebäude links ist der Neubau der Museumsgesellschaft.

Die Sammlung Siegfried Weishaupt gehört neben den Sammlungen von Frieder Burda, Reinhold Würth, Friedrich E. Rentschler (FER), Josef Froehlich, Peter Schaufler und der Familie Grässlin zu den bedeutendsten in Baden-Württemberg. Anfangs wurden nur wenige Werke daraus öffentlich gezeigt, dann ein großer Teil im Ende 1999 eröffneten Zentrum für Kunst und Medientechnologie in Karlsruhe. Die Sammlung Weishaupt enthält bedeutende Werke  der modernen Kunst der 1950er und 1960er Jahre, z. B. von Roy Lichtenstein, Andy Warhol (der übrigens auch Firmengründer Max Weishaupt porträtierte), Willem de Kooning, Keith Haring und Karl Gerstner. Ein Schwerpunkt sind mehrere Hauptwerke der internationalen Farbfeldmalerei der 1960er Jahre, darunter von Mark Rothko, Ad Reinhardt, Frank Stella, Agnes Martin, Morris Louis und Kenneth Noland. Außerdem beinhaltet sie zahlreiche Werke der Düsseldorfer Künstlergruppe ZERO, darunter Werke des Gründers Heinz Mack und von Otto Piene, Günther Uecker, Pol Bury, sowie Werke der diese Gruppe beeinflussenden Künstler, wie Lucio Fontana, Piero Manzoni und Enrico Castellani. Ein weiterer Schwerpunkt sind Bilder des Hard-Edge-Künstlers Josef Albers. Dazu kommen Beispiele des Schaffens von Imi Knoebel und Günther Förg, sowie von François Morellet, Maurizio Nannucci und Keith Sonnier.
Von 2005 bis zur Eröffnung am 24. November 2007 entstand im Stadtzentrum von Ulm für 8,5 Millionen Euro ein privates Kunstmuseum („Kunsthalle Weishaupt“), um die Sammlung Weishaupt der Öffentlichkeit zugänglich machen zu können. Weishaupt vergab den Auftrag zum Entwurf der Kunsthalle direkt an das Architekturbüro von Wolfram Wöhr, München, der ein Schüler von Richard Meier ist. Das städtebauliche Gesamtprojekt Neue Mitte Ulm, deren Schlusspunkt die Kunsthalle Weishaupt darstellt, war einer der Preisträger des Deutschen Städtebaupreises 2006 (Kategorie „Auszeichnung“). Die Gestaltung des in der Nachbarschaft des Münsters, des Rathauses und des städtischen Museums Ulm gelegenen Gebäudes ist aber in Teilen der Öffentlichkeit umstritten.
Siegfried Weishaupts Bruder und dessen Frau, das Münchner Architektenehepaar Maximilian und Agathe Weishaupt, sind ebenfalls Sammler moderner Kunst; siehe Sammlung Maximilian und Agathe Weishaupt.
Mehrere Bauten im öffentlichen Raum des Ortes Schwendi wurden von der Unternehmerfamilie Siegfried Weishaupt ganz finanziert oder finanziell gefördert. Siegfried Weishaupt ist einer der Gründungsförderer der privaten Zeppelin Universität in Friedrichshafen am Bodensee, er hält 10 % am Kapital der Trägergesellschaft. Außerdem war er Geschäftsführer der mittlerweile nicht mehr bestehenden ISGM International School of General Management.

## Öffentliche Ämter
Weishaupt war viele Jahre Präsident der IHK Ulm. Er ist Mitglied des Beirates der Landesbank Baden-Württemberg (LBBW). Seit der Gründung des Vereins BioRegioUlm Förderverein Biotechnologie 1997 bis ins Jahr 2004 war Weishaupt darüber hinaus dessen Vorsitzender.

## Ehrungen
Im April 2005 wurde Weishaupt mit der Verdienstmedaille des Landes Baden-Württemberg für sein Engagement bei der IHK ausgezeichnet. Siegfried Weishaupt ist zudem Ehrenpräsident der IHK Ulm  und seit 2005 Ehrenkurator der Zeppelin University. Im April 2009 wurde Weishaupt von seiner Heimatgemeinde Schwendi, wie bereits sein Vater Max Weishaupt, zum Ehrenbürger ernannt.